# ヴォーン・ミーダー
ヴォーン・ミーダー（Vaughn Meader, 1936年3月20日 - 2004年10月29日)は、アメリカ合衆国のコメディアンである。ジョン・F・ケネディのモノマネで一世を風靡した。

## 経歴
アメリカ合衆国メイン州ウォータービルで生まれる。ジョン・F・ケネディの生まれ故郷マサチューセッツ州ブルックラインにあるブルックライン高校を卒業後、入隊して西ドイツに駐留した際にカントリー・ミュージックバンドを組み、エルヴィス・プレスリー、エディ・アーノルド、ファッツ・ドミノなどのモノマネを披露し、軍の給料以上の稼ぎを得る。
除隊後、ナイトクラブで芸能活動をする。
1960年11月のアメリカ合衆国大統領選挙でジョン・F・ケネディが当選後、ケネディのモノマネを習得する。
1962年11月、ケネディ家のパロディ・レコード『The First Family』が発売後二週間でミリオンセラーを達成し、最速売り上げ記録を更新する。同アルバムはアルバムチャートで12週1位になり、累計750万枚を売り上げる。
1963年3月、続編の『The First Family Volume Two』を発売する。5月、『The First Family』がグラミー賞最優秀アルバム賞を受賞する。
エド・サリバン・ショーなどのテレビ番組への出演で人気を博したが、11月22日のケネディ大統領暗殺事件を機に仕事が激減する。
芸風を変えるが評価されず、アルコール依存、薬物乱用にも苦しむ。
晩年は故郷のメイン州に移り、自身が経営するパブでピアノ演奏をするなど細々と活動を続けた。
2004年10月29日、慢性閉塞性肺疾患で死去。

## エピソード
毒舌漫談家レニー・ブルースがケネディ暗殺後の最初のショーで『ヴォーン・ミーダーがくたばった』とネタにしたと伝わる。